# Paduan

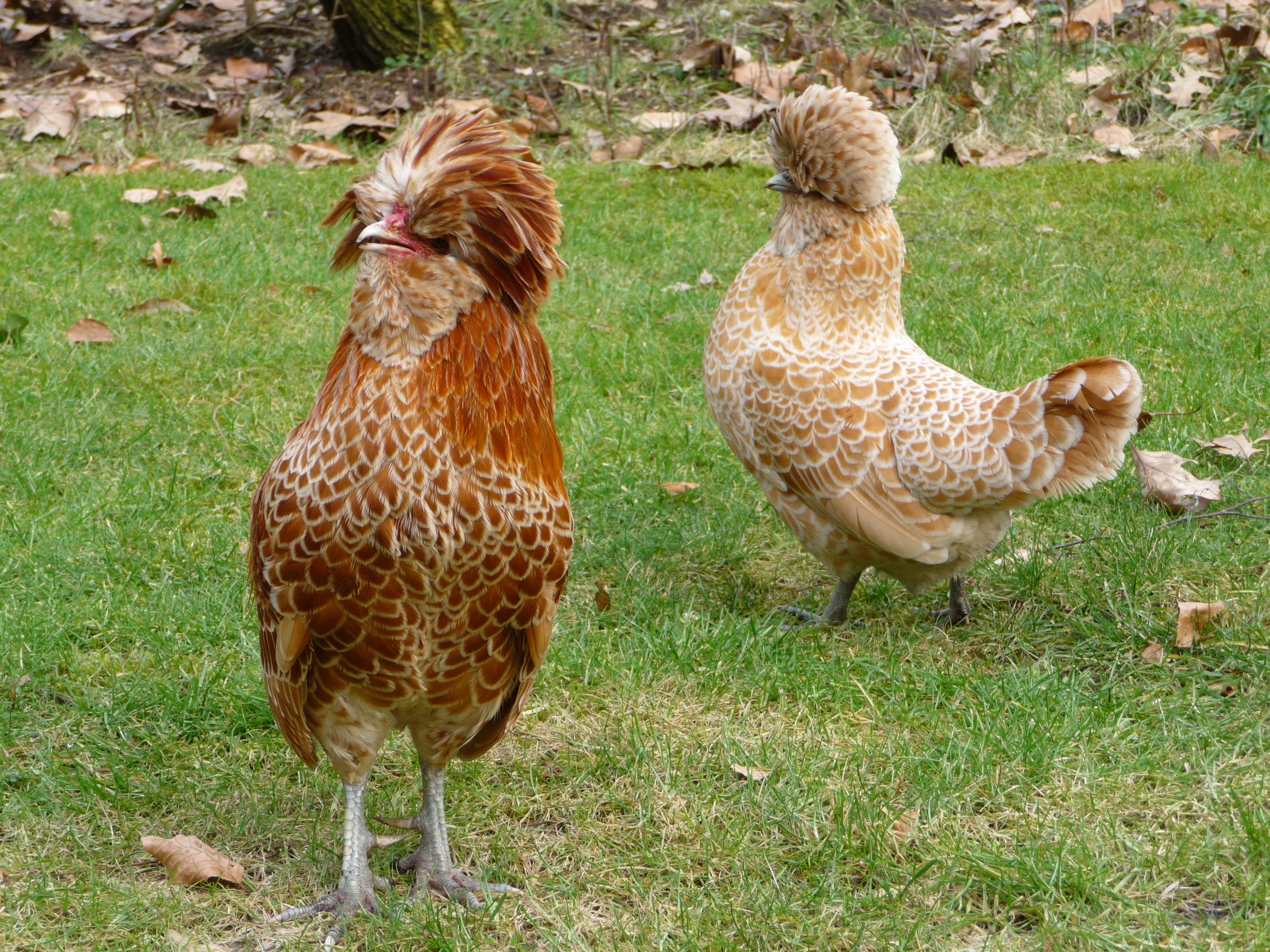
Paduan, chamoisfärgade.

Paduan är en lätt hönsras av okänt ursprung, men den redovisas i litteratur från 1600-talet. Rasen har fått sitt namn efter den italienska staden Padua. Paduan har ett mycket särpräglat utseende med en stor hätta på huvudet, ungefär som holländsk vithätta. Den är en mindre bra värpras och hålls främst som prydnadsras och för utställning. En dvärgvariant av rasen framavlades i Storbritannien. 
Paduan förekommer i flera olika färgvarianter och finns även som friserad. Tupparnas hätta är yvigare och spretigare än hönornas hätta. En höna väger 1,5-2 kilogram och en tupp väger 2-2,5 kilogram. För dvärgvarianten är vikten för en höna cirka 800 gram och för en tupp 900 gram. Äggen från en stor höna väger ungefär 48 gram och har vit till gulaktig skalfärg. Dvärgvariantens ägg väger ungefär 30 gram och har vit skalfärg. Hönornas ruvlust är svag.

## Färger
- Blå
- Chamoisfärgad
- Grå/vågrandig
- Guld
- Pärlgrå
- Silver
- Svart
- Vit